# 東青森駅

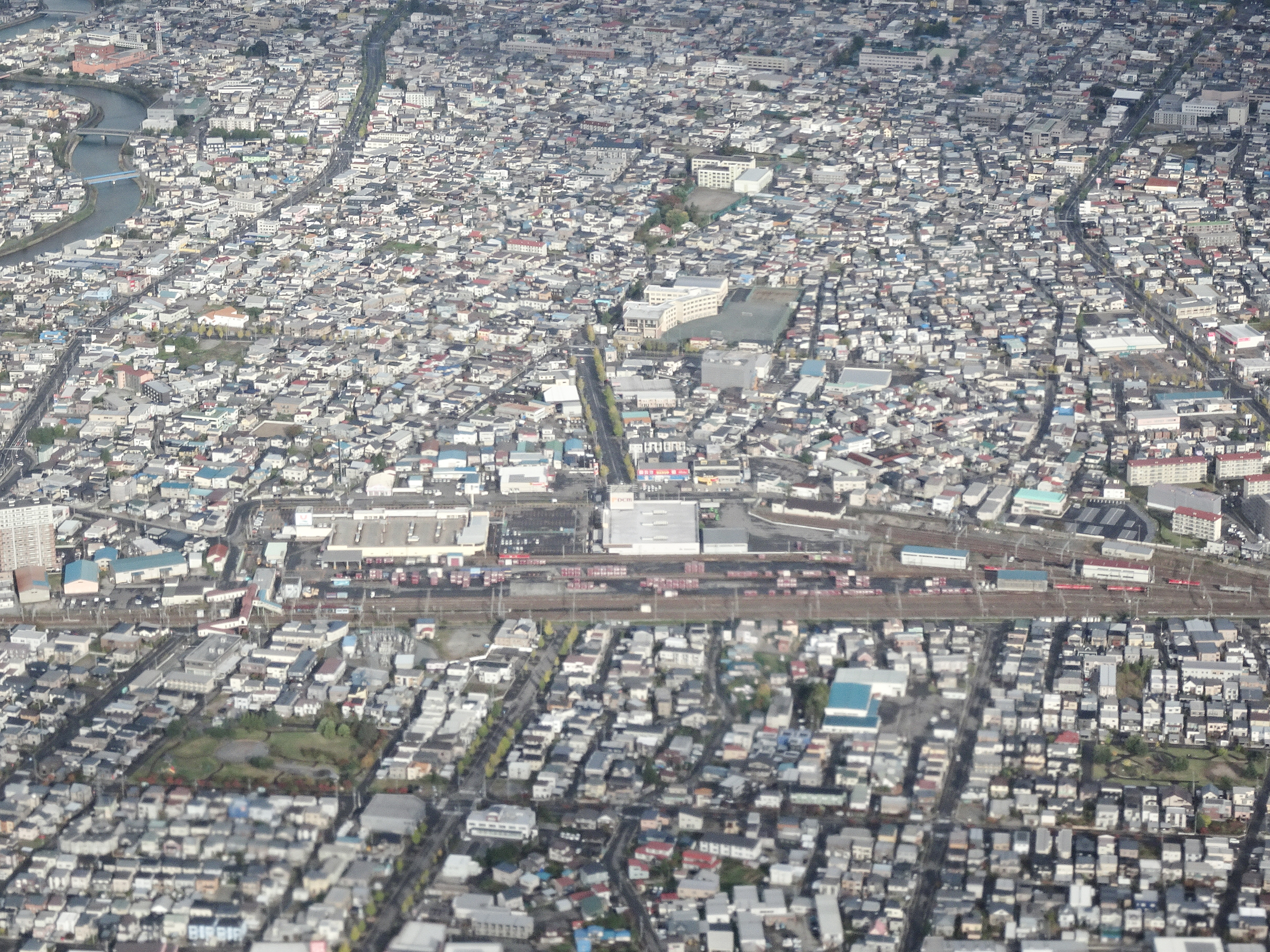
東青森駅を空撮

東青森駅（ひがしあおもりえき）は、青森県青森市大字古館（ふるだて）にある、青い森鉄道・日本貨物鉄道（JR貨物）青い森鉄道線の駅である。
東日本旅客鉄道（JR東日本）においては、新青森駅から分岐し青森信号場にて青い森鉄道線と合流する奥羽本線貨物支線の登記上の終点としても扱われており、当駅前後の区間が青い森鉄道に移管されて以降も同様である。ただし、JR東日本の駅としては計上されていない。

## 歴史
当駅の開業は、青森市街地を横切っていた東北本線の南側への大幅なルート変更に伴うもので、以前の東北本線ルートに設置されていた浪打駅に代わるものとして設置された。当時は周辺は田園風景が広がる農村部だった。当初計画では貨物駅となるところであったが、地域住民の要望により、旅客も扱う一般駅として開業した。開業当時から長らくは直営駅で、待合所にはキヨスクなどの設備もあった。

### 年表
- 1968年（昭和43年）7月21日：日本国有鉄道東北本線の駅として開業[1]。
- 1974年（昭和49年）10月1日：小荷物の取扱を開始[1]。
- 1978年（昭和53年）8月8日：小荷物の取扱を廃止[1]。
- 1986年（昭和61年）11月1日：旅客駅としては無人化[2]（貨物要員は引き続き配置）。
- 1987年（昭和62年）4月1日：国鉄分割民営化により、東日本旅客鉄道（JR東日本）・JR貨物の駅となる[1]。
- 1998年（平成10年）1月19日：駅構内で除雪作業をしていた労働者が、走行してきた列車にはねられ、4名が死亡[3]。
- 1998年（平成10年）：とおりゃんせ橋開通。旧跨線橋の使用停止（旧改札口などを撤去）。
- 2003年（平成15年）11月18日：駅構内跡地に東青森ステーションショッピングセンター開業。
- 2008年（平成20年）3月15日：JR貨物の駅でJR規格30フィートコンテナおよびISO規格20フィートコンテナの取扱いを開始。
- 2010年（平成22年）12月4日：東北新幹線全線開業に伴い、旅客駅は青い森鉄道に移管。
- 2021年（令和3年）3月13日：ダイヤ改正に伴い、快速「しもきた」の乗り入れを取りやめ。
- 2023年（令和5年）10月2日：JR貨物の駅構内にコンテナと一般トラックの積替ステーションを開設[4]。
- 2024年（令和6年）12月30日：午前6時25分ごろ、JR貨物仙台貨物ターミナル発秋田貨物行き貨物列車（11両編成）が、3両を切り離す作業中に積雪の影響で先頭の機関車が進行方向左側に脱線[5]。青い森鉄道青森駅 - 野辺地駅間は終日運休[6]。

## 駅構造
島式ホーム1面2線を持つ地上駅。ホームは北側から1番線・2番線となっており、1番線に上り列車が、2番線に下り列車が停車する。ホームのない線路も多数存在し、線名は北側から上り3番線、上り2番線、上り本線（1番線）、中線（2番線）、中2番線、下り本線となっている。2番線は下りの待避線も兼ねている。ホームのない3線は主に貨物列車の着発線として使用される。
青い森鉄道は青森駅管理下の無人駅。また、平日は朝のラッシュ時に浅虫温泉駅の係員が配置され、集札や除雪、清掃業務を行っているほか、夕方の青森方面の一部列車は青森駅所属のアテンダントが乗車し、集札を行う。
南北自由通路「とおりゃんせ橋」で駅北側にある駅舎と駅の南側を自由に往来できる。旧跨線橋の一部を用いて待合所が設置され、タッチパネル式自動券売機が設置されている。
ホームにも待合所が設置されている。
トイレについては、JR貨物青森営業支店の建物1階のトイレを利用する様に案内している。

### のりば
| 番線 | 路線          | 方向 | 行先           |
| ---- | ------------- | ---- | -------------- |
| 1    | ■青い森鉄道線 | 上り | 八戸・目時方面 |
| 2    | ■青い森鉄道線 | 下り | 青森方面       |

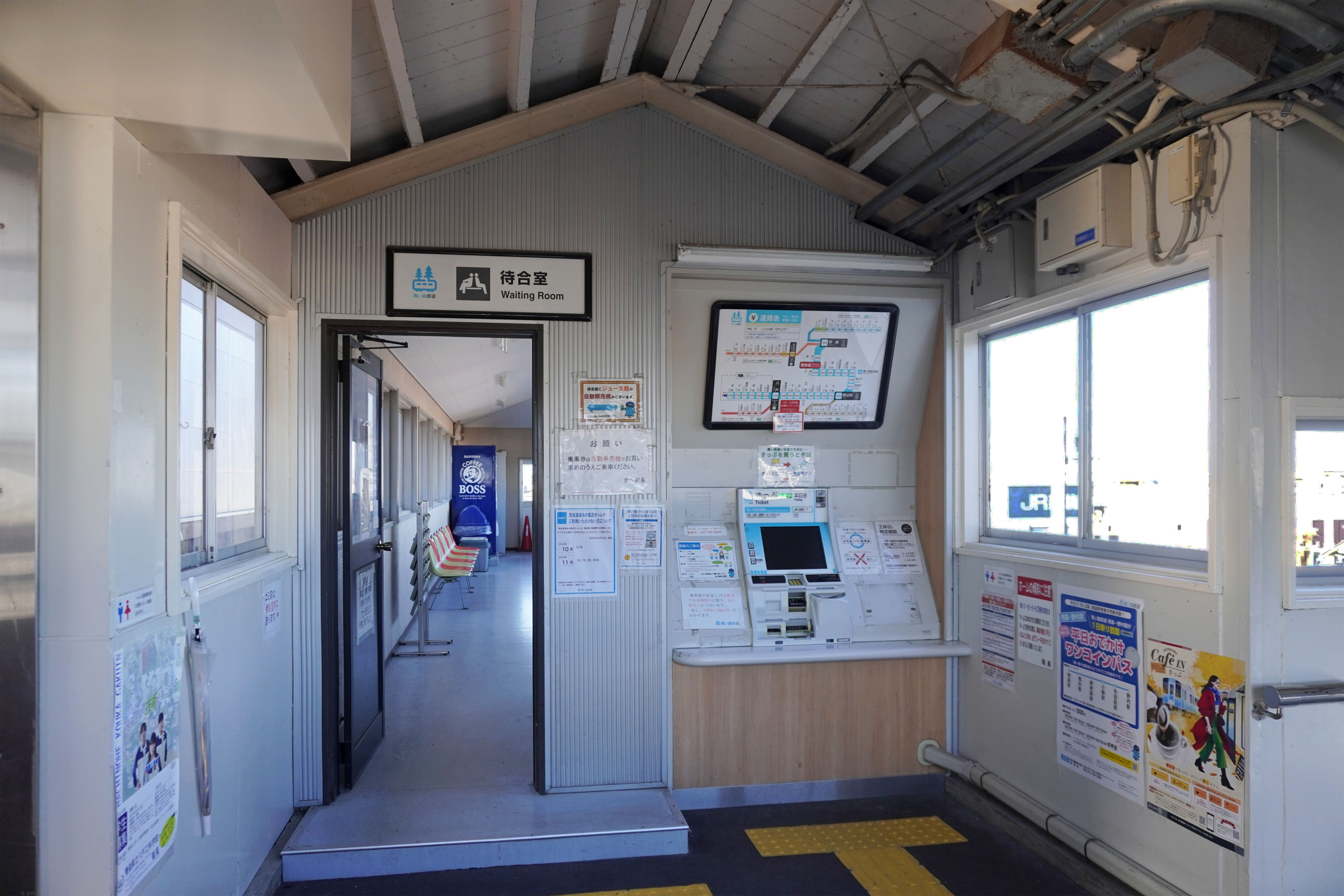
待合室と自動券売機（2023年10月）
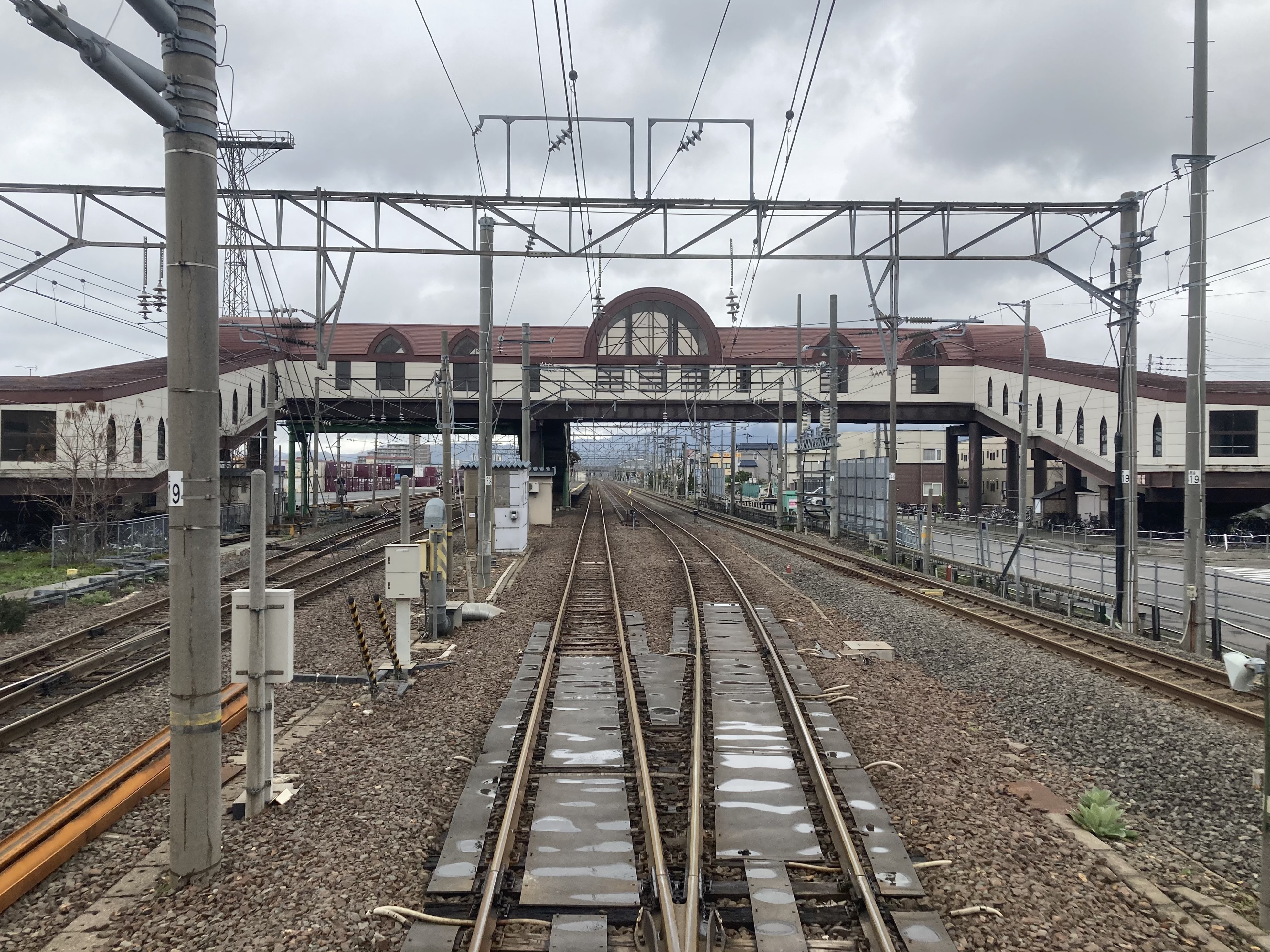
構内（2021年4月）
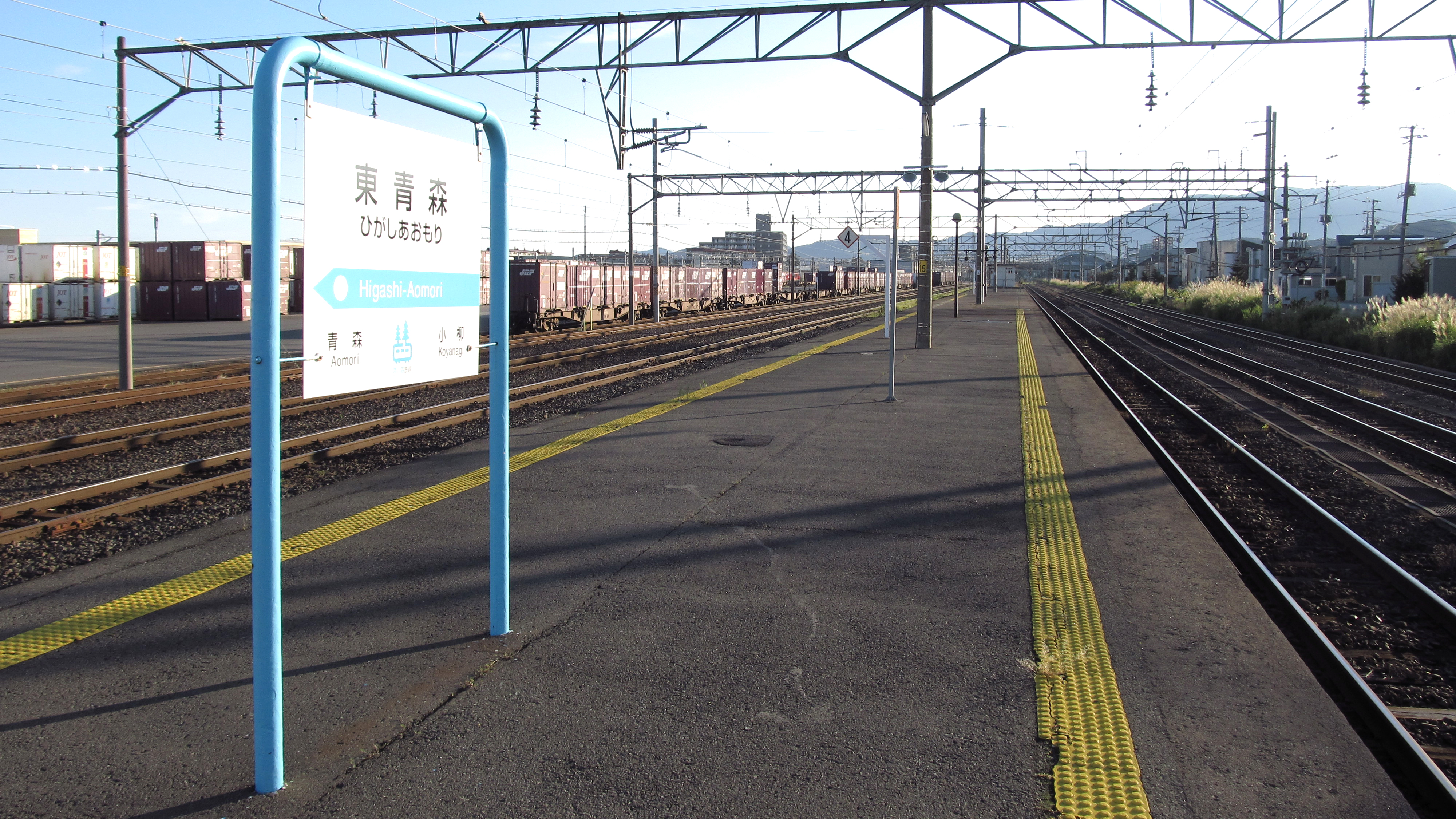
ホーム（2012年9月）

## 貨物駅
JR貨物の駅は旅客駅の北側にあり、2面4線のコンテナホームを持つ。営業窓口のJR貨物青森営業支店が置かれている。駅長、助役配置駅。
かつては現在よりも広い構内を有していたが、整理され跡地には「東青森ステーションショッピングセンター」が建設されている。駅の東側にある住友大阪セメント東青森サービスステーションへ続く専用線も存在したが、既に廃止されている。
東北本線の経営移管・北海道新幹線開通に伴い、北海道直通貨物列車は当駅で機関車交換を行うものが増加し、構内に電気機関車の仕業検査庫が設置され、青森総合鉄道部東青森派出が開設された。
構内入換業務は八戸臨海鉄道に委託されている。

### 取扱う貨物の種類
- コンテナ貨物 - 12 ftコンテナ、20 ft・30 ft大型コンテナ、ISO規格20 ft海上コンテナを取り扱う。
- 産業廃棄物・特別管理産業廃棄物の取扱許可を得ている。

2008年（平成20年）3月から、30 ftタンクコンテナによる液化天然ガス（LNG）輸送が開始された。荷主は東北電力グループの東北天然ガスで、鉄道輸送区間は新潟貨物ターミナル駅から当駅まで。LNGは新潟東港に位置する日本海エル・エヌ・ジー新潟基地から、弘前市のガス事業者である弘前ガスへ輸送される。2009年春からは輸送先に青森ガスが追加されている。

### 貨物列車
当駅に停車する貨物列車は高速貨物列車のみである。定期列車としては下り列車が1日6本、上り列車が7本停車するが、下り2本・上り1本が当駅終着で、上り2本が当駅始発となっている。これらに加えて、奥羽本線方面から海峡線方面へ直通する列車が片道1本のみ停車する。列車の行き先は下りが札幌貨物ターミナル駅など、上りが仙台貨物ターミナル駅・隅田川駅・東京貨物ターミナル駅・百済貨物ターミナル駅などである。

## 利用状況
- 2004年度の乗車人員は1日平均494人である。いずれもJR時代のもの[10]。
- 青い森鉄道 - 2016年度の1日平均乗車人員は、536人である[11]。また、2017年度の1日平均乗降人員は、1,314人[12]であり、指標は違えど前年度より増加したと読み取れる。

| 乗車人員推移 | 乗車人員推移    |
| 年度         | 1日平均乗車人員 |
| ------------ | --------------- |
| 1988         | 258             |
| 1993         | 255             |
| 1998         | 302             |
| 2001         | 378             |
| 2004         | 494             |
| 2010         |                 |
| 2011         | 509             |
| 2012         | 547             |
| 2013         | 606             |
| 2014         | 535             |
| 2015         | 515             |
| 2016         | 536             |

## 駅周辺
南側は新興住宅地、少し離れて郊外型店舗が並ぶ商店街で、北側は倉庫等が多いが、最近は商店が立地している。
南口
- はまだて公園
- 青森市役所浜館支所
- 青森警察署浜館駐在所
- 青森市営バス「浜館3丁目」停留所
- 東奥日報販売 本社
- 青森県立保健大学
- ヤマト運輸青森東営業所

北口
- つくだ温泉 ゆ〜ぽっぽ
- 東青森ステーションショッピングセンター
  - ホーマック東青森店
  - ユニバース東青森店
- 青森市立佃中学校
- 青森松森郵便局
- 青い森信用金庫佃支店
- 青森みちのく銀行中佃支店
- 青森市営バス「佃中学校前」（小柳線）、「上松森」（浜館経由戸山団地線）停留所

## 隣の駅
青い森鉄道
■青い森鉄道線
小柳駅 - 東青森駅 - 筒井駅